# Institut international d'agriculture
L'Institut international d'agriculture (IIA) est une ancienne organisation internationale agricole qui a été active de 1908 à 1945. L'IIA a été fondé en Rome en 1905 par le roi d'Italie, Victor-Emmanuel III, avec l'intention de créer un centre d'information pour le recueil des statistiques agricoles.
Sa création est le résultat principalement des efforts de David Lubin, philanthrope américain d'origine polonaise. L'IIA, qui fut la première institution internationale à vocation agricole, a publié le premier recensement agricole mondial en 1930.
Après la Seconde Guerre mondiale, ses actifs et son mandat ont été transférés à l'Organisation des Nations Unies pour l'alimentation et l'agriculture (FAO).

## Histoire
En 1904, David Lubin de Sacramento (Californie) conçut l'idée d'un tel institut et son projet a obtenu le soutien du roi d'Italie. Ce dernier a donné un bâtiment à Rome et une subvention annuelle de 60 000 dollars. Le roi a convoqué le premier congrès en 1906, les délégués présents représentant quarante pays. Lors du congrès, un traité transformant l'institut en une organisation permanente et définissant son champ d'application et ses activités, a été conclu. 

## Gouvernement
Le gouvernement de l'IIA a été dévolu à l'assemblée générale des délégués des pays affiliés, qui se réunit tous les deux ans, et à un comité exécutif permanent qui comprenait un représentant de chaque pays. Ce comité permanent avait la charge directe de l'IIA. Les dirigeants en  étaient le président (également président du comité permanent), le vice-président et le secrétaire général.
Le travail de l'Institut a été réparti entre quatre bureaux :
1. Le Bureau du secrétaire général, chargé de la gestion du personnel, des affaires financières et autres affaires de routine, du bâtiment et de son équipement, de l'impression et de la distribution des publications, de la bibliothèque et du travail bibliographique général, et, service plus récent, de la préparation et publication d'une compilation annuelle de la législation agricole dans les différents pays du monde.
2. Le Bureau des statistiques générales, chargé de recueillir, collationner et publier les statistiques de production et de commerce de produits agricoles, tant animaux que végétaux, dans le monde entier.
3. Le Bureau du renseignement agricole et des maladies des plantes, chargé de recueillir et de publier des informations sur l'état d'avancement des recherches scientifiques et expérimentales et des expérimentations appliquées en agriculture dans le monde, en accordant une attention particulière aux maladies des plantes et à l'entomologie.
4. Le Bureau des institutions économiques et sociales, chargé de recueillir et de publier des statistiques et des informations générales concernant la coopération agricole, les assurances et le crédit, ainsi que d'autres questions relatives à l'organisation économique et sociale des communautés rurales.

Le budget annuel de l'Institut, auquel les gouvernements adhérents contribuaient sur la base d'un nombre d'unités affectées à chaque pays, s'élevait à 250 000 dollars (vers. 1915).

## Publications
Les publications de l'IIA qui eurent une incidence sur la formation du prix des aliments de base (tels que les rapports sur les cultures et les données sur les exportations, les importations et les stocks) étaient fondées exclusivement sur des informations officielles, fournies directement à l'institut par les gouvernements adhérents. D'autres publications ont été produites à partir  : 
1. De l'information communiquée officiellement par les gouvernements,
2. Des articles originaux écrits par des autorités éminentes désignées par les gouvernements adhérents,
3. Des extraits et des résumés d'articles traduits par le 2225 fonctionnaire et des publications périodiques non officielles reçues par l'IAA

L'IIA publiait deux bulletins annuels, trois bulletins mensuels et un bulletin hebdomadaire, ainsi qu'un nombre considérable de monographies sur des sujets particuliers. 
Les bulletins annuels traitaient de statistiques et de législations agricoles, respectivement. Les bulletins mensuels portaient sur :
1. Les statistiques agricoles,
2. Le renseignement agricole et les maladies des plantes, et
3. Les institutions économiques et sociales,

et le bulletin hebdomadaire était bibliographique. 
Les bulletins mensuels ont été publiés en français, allemand, anglais, espagnol, italien et hongrois. Le français étant la langue officielle de l'IAA, les éditions dans cette langue ont été payées sur les fonds de l'Institut.
Des provisions pour l'édition dans les autres langues étaient à la charge des pays intéressés. Le Congrès des États-Unis a fait un crédit annuel de 5 000 dollars (vers 1915) pour la traduction et l'impression de l'édition anglaise, le solde étant supporté par la Grande-Bretagne et ses colonies.

## Bibliothèque
L'IIA a constitué une grande bibliothèque de littérature agricole. 
Lorsque l'IIA a été plus fermement établi et que sa valeur en tant qu'organisation internationale d'échanges en matière d'information économique a été plus largement reconnue, la demande pour une extension de ses services dans plusieurs directions s'est accrue.
Après que l'exploitation de l'institut a cessé en 1945, sa collection d'ouvrages a été transférée à la bibliothèque David Lubin (DLML, David Lubin Memorial Library) de la FAO. La DLML est ouverte aux visiteurs extérieurs.

## Les présidents de l'AII
- Eugenio Faina: 1908-1910
- Raffaele Cappelli: 1910-1920
- Edoardo Pantano: 1920-1924
- Giorgio Guglielmi: 1924-1925
- Giuseppe De Michelis: 1925-1933
- Ludovico Spada-Potenziani: 1933-1935
- Giacomo Acerbo: 1935-1943
- David McKey: 1946-1948